# 溪头三槐堂
29°44′00″N 118°11′10″E / 29.73333°N 118.18611°E
溪头三槐堂坐落于安徽省黄山市休宁县海阳镇溪头村（原属秀阳乡），2006年被列为全国重点文物保护单位。
三槐堂于明万历三十年（1602年）由王经天倡建，系王氏宗祠，又称王家大厅，原有三进十一开间，共约1500平方米。二十世纪五十年代最后一进被拆毁，现有两进约900余平方米，砖木结构，前、中两进之间开大天井，两侧配厅各有小天井。